# 1975-ös magyar asztalitenisz-bajnokság
Az 1975-ös magyar asztalitenisz-bajnokság az ötvennyolcadik magyar bajnokság volt. A bajnokságot március 14. és 16. között rendezték meg Budapesten, a Nemzeti Sportcsarnokban (a selejtezőt a Játékcsarnokban).

## Eredmények
| Versenyszám  | Arany                                                           | Arany | Ezüst                                                               | Ezüst | Bronz | Bronz |
| ------------ | --------------------------------------------------------------- | ----- | ------------------------------------------------------------------- | ----- | --- | ----- |
| Férfi egyéni | Jónyer István Bp. Spartacus                                     |       | Gergely Gábor BVSC                                                  |       | Rózsás Péter BVSCAsztalos István Ganz-MÁVAG VSE                                                                           |       |
| Női egyéni   | Kisházi Beatrix Statisztika Petőfi SC                           |       | Lotaller Henriette Statisztika Petőfi SC                            |       | Kuchár Györgyi Statisztika Petőfi SCMagos Judit Statisztika Petőfi SC                                                     |       |
| Férfi páros  | Jónyer István, Gergely Gábor Bp. Spartacus, BVSC                |       | Beleznay Mátyás, Papp József Miskolci Építők MTE, Bp. Spartacus     |       | Asztalos István, Guttmayer József Ganz-MÁVAG VSEHarangi Sándor, Takács János BVSC, Honvéd Szondi SE                       |       |
| Női páros    | Magos Judit, Lotaller Henriette Statisztika Petőfi SC           |       | Kisházi Beatrix, Galambos Éva Statisztika Petőfi SC, 31. sz. Építők |       | Iváskó Gabriella, Ruzsenszky Zsuzsa BSEMolnár Anna, Csík Márta 31. sz. Építők                                             |       |
| Vegyes páros | Jónyer István, Magos Judit Bp. Spartacus, Statisztika Petőfi SC |       | Guttmayer József, Szendy Katalin Ganz-MÁVAG VSE, Ferencvárosi TC    |       | Tímár Ferenc, Molnár Anna Bp. Spartacus, 31. sz. ÉpítőkFrank Béla, Kuchár Györgyi Honvéd Szondi SE, Statisztika Petőfi SC |       |